# Kéleshalom
Kéleshalom là một thị trấn thuộc hạt Bács-Kiskun, Hungary. Thị trấn này có diện tích 61,63 km², dân số năm 2010 là 452 người, mật độ 7 người/km².